# 博胡米尔·什麦拉尔

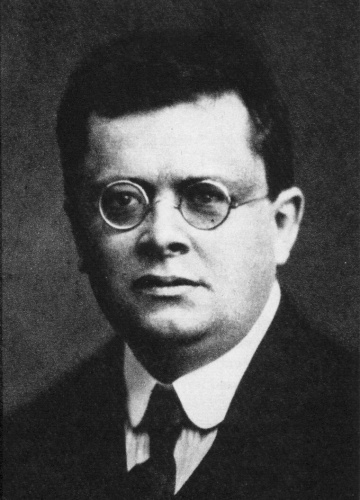
博胡米尔·什麦拉尔

博胡米尔·什麦拉尔（捷克語：Bohumír Šmeral；1880年10月25日—1941年5月8日）是一位捷克政治家，为捷克斯洛伐克共产党主要创始人。
他出生于奥匈帝国特热比奇，曾在布拉格大学学习法律，并于1897年加入捷克斯拉夫人社会民主工党，成为该党领导层的重要成员，并从1908年起担任该党中央机关报《人民权利报》的编辑。他积极参与捷克和斯洛伐克的工人运动及民族解放运动。自1918年起，他领导捷克斯洛伐克社会民主工党（1918年，捷克斯拉夫人社会民主工党改名为捷克斯洛伐克社会民主工党）左翼，致力于建立捷克斯洛伐克共产党。1921年捷共成立后，他成为中央委员会委员。1921年—1929年及自1935年起，他担任共产国际执行委员会委员及主席团委员，并到法国、德国、巴尔干国家和蒙古执行共产国际的任务。1936年秋，他返回捷克斯洛伐克，当选为参议员，并继续担任捷共中央委员。1938年起，他定居苏联，成为在莫斯科的捷共领导人之一。1941年5月，他在莫斯科去世。